# Kaoru Niikura
Kaoru Niikura (Hyogo, 17 febbraio 1974) è un chitarrista giapponese, fondatore del noto gruppo musicale Dir en Grey, formatosi nel 1997.
È il maggior compositore delle musiche del gruppo, nel quale ricopre il ruolo di chitarrista principale, occupandosi di quasi tutti gli assoli. Inoltre è a lui che si deve la continua evoluzione nello stile dei Dir en grey.
Prima di suonare nei Dir en Grey, Kaoru militò nelle band CHARM e La:Sadies.